# Manoir des abbesses de Saint-Amand
Le manoir des abbesses est un édifice situé sur la commune de Boos, en Seine-Maritime, en France. Il fait l’objet d’une inscription au titre des monuments historiques depuis 1996 et 1997. Un colombier présent sur le site est pour sa part classé depuis 1889.

## Localisation
Le manoir est situé rue de l'Église.

## Historique
Le manoir appartient à l'abbaye Saint-Amand de Rouen de 1035 à la Révolution française.
L'édifice actuel est construit au XIIIe siècle.
La décoration du colombier est datée de 1520 et confiée à Masséot Abaquesne.
Le monument fait l'objet de diverses mesures de protection : le colombier est classé depuis 1889. Le site de l'ancien manoir est inscrit depuis le 23 décembre 1996. L'ancienne grange dîmière et les anciens murs d'enclos sont inscrits comme monument historique depuis le 7 octobre 1997.

## Description

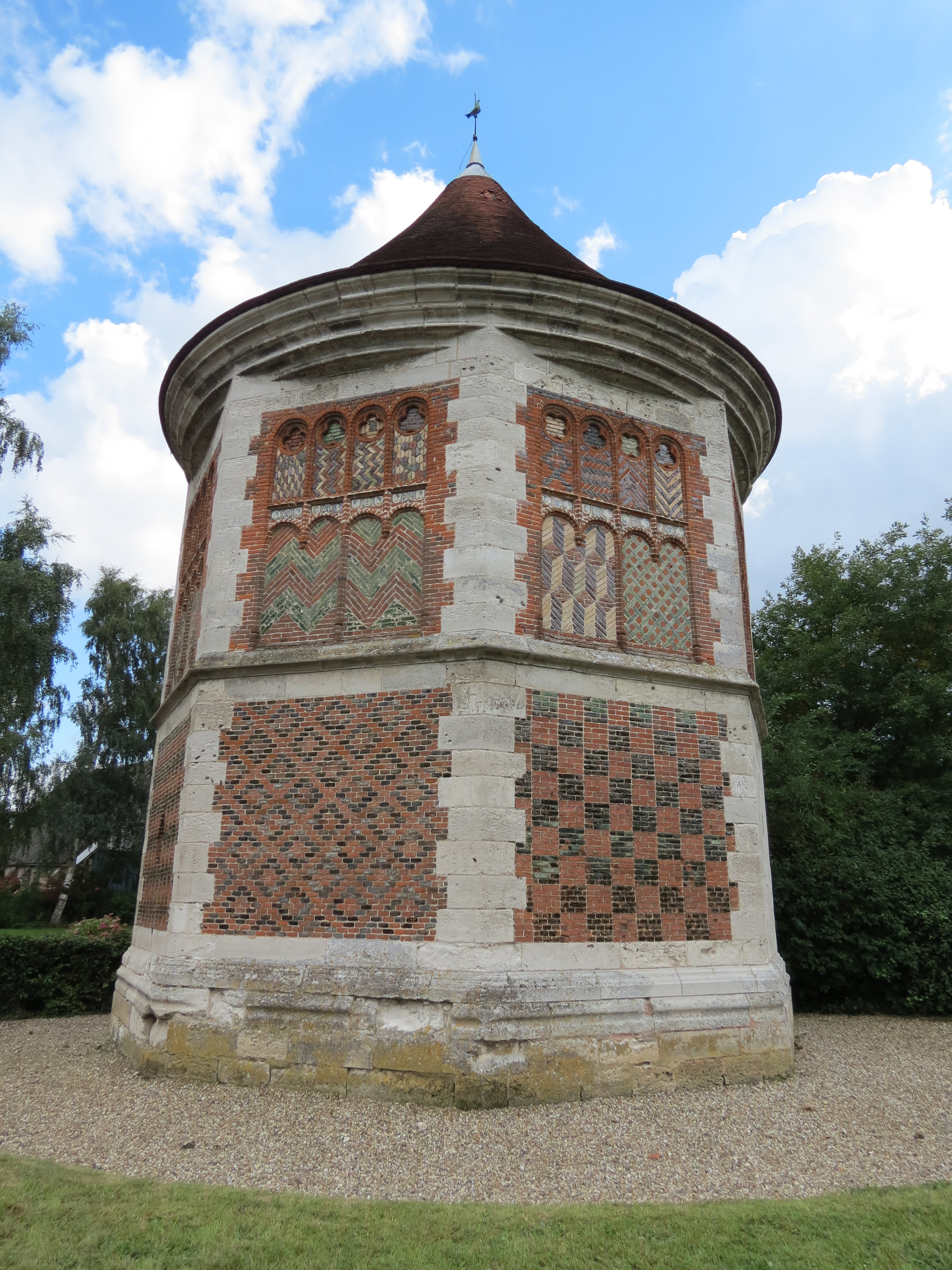
Colombier.

Le manoir est construit en pierre. Le colombier est construit en briques et faïences et possède un plan octogonal ; chaque mur est décoré différemment de formes géométriques et de têtes humaines.
Le monument possède encore « des vestiges romans et gothiques ». Le logis est « particulièrement représentatif d'un habitat seigneurial des XIIIe et XIVe siècles ».